# まゆみん (イラストレーター)
まゆみん（細谷麻柚美）は、日本のイラストレーター、ビジュアルアーティスト。

## 経歴
山口県出身。文化女子大学卒（現 文化学園大学）にて服装デザインを学ぶ。文化服装学院立体裁断教室 ファッションイラストレーションコース。
ミカレディ株式会社にてアパレルデザイナーを務め、丁寧な布帛の物作りを経験。株式会社絵里奈でファッションチェーンストアのコーディネーター。商品装飾技能士1級を取得。販売促進企画、イラストレーションポスター等制作、ショップデザイン等多方面のデザインを経験。
1995年頃より独立し、インテリアコーディネーター合格。服飾デザインインテリアデザイン等を手がける。
イラストレーター青木宣人に師事し、徐々にイラストレーションに専念。マッキントッシュ×アドビのデジタルメイクで多くの媒体のイラストレーションを手がける。エレガントでフェミニンな女性画に定評、ライフスタイルにまつわる作品も多い。装画、挿し絵、雑誌、広告のイラストレーション、生活提案、雑貨デザイン、イメージディレクション等で活動。
2015年頃よりmeet toエレガンスをテーマにオリジナルアートを発表。時代の風俗や折々の美しさに注目し、人へのはげましを投影している。作品にはフランス的と評される色合いの鮮やかさや不思議な奥行き、ノスタルジックさ、なじんだ布のような質感に特徴がある。近作はフィジカルとデジタルのメディアミックスにより製作。

## 制作実績
装画カバー
- スキンケア悩み解消ハンドブック池田書店 2005年
- キレイと元気をつくる サプリメントかんたんBOOK 技術評論社 2006年
- ブライダルピアノのすべて　全音楽譜出版社　2007年,2016年
- イベントピアノのすべて　全音楽譜出版社　2007年,2016年
- やせたい人は食べなさい幻冬舎 2007年
- 食べてきれいにやせる!幻冬舎 2008年
- 李家幽竹の幸せ風水李家幽竹　阪急コミュニケーションズ 2009年
- 友人・同僚の必ずうまくいく短い結婚スピーチ等　主婦の友社　2010年〜
- 色で美人に生まれ変わる! 2010年同／3daysレッスン 2015年 SBクリエイティブ
- iPhone女子よくばり活用術2010年 新iPhone女子よくばり活用術2013年 技術評論社
- 冠婚葬祭マナー大辞典 学習研究社 2011年
- ワーキングマザーの自分時間の作り方 明日香出版社 2011年
- 働く女！私が32才から始めたこと　明日香出版社 2012年
- キレイをつくる 女性ホルモン パーフェクト・バイブル (TJMOOK)宝島社 2012年
- 元気な赤ちゃんを産むために今から必要なこれだけのこと 宝島SUGOI文庫 2013年
- Magical FashionistaLlewellyn Publications USA 2013年
- 美人は「ツバキ」でつくられる。総合法令出版 2015年
- 英語でネイティブみたいな会話がしたい！クロスメディア・ランゲージ 2015年
- 書きながら覚えるケアマネージャー まるわかり合格ノート技術評論社 2014〜2016年
- 50歳から「見た目年齢−10歳」にみえる女の着こなし PHP研究所 2017年
- 『医療過誤弁護士 銀子』産労総合研究所 2024年

挿絵　
- 雑誌 　日経ヘルス　特集イラストレーション  toto 他 2008〜2017年
- 雑誌 　オレンジページ　特集イラストレーション  武田薬品他　 2011~2016年
- 雑誌 　週刊女性 かづきれいこ美容連載  2009年
- 雑誌 　クロワッサン 特集若い顔作り 他 マガジンハウス 2011年
- 雑誌 　月刊 歯科衛生士 カバー 2012年 連載 クィンテッセンス出版
- 雑誌 　マリソル　ポーラタイアップ 2012年　集英社
- 雑誌 　クレア　ボディケア特集 2012年
- 雑誌 　小説すばる「錫蘭山の仏歯」2013 「雨の夜の臭い、死の臭い」2015年 集英社
- 雑誌 　月刊 エクラ　ライフスタイル コラム 連載 集英社　2013年
- 雑誌 　25ansウエディング　　ハースト婦人画報社　2015年
- 雑誌 　日経 woman　30代の親友特集　 2015年
- 雑誌 　月刊からだにいいこと 斉藤薫巻末コラム 連載  祥伝社　2013〜2016年
- 雑誌 　サンキュ　貯められる女性特集ほか ベネッセ　2016年
- 雑誌 　世田谷ライフ　デンタル連載  2016年
- 雑誌 　東京コレクションムック トレンド女性タイプ 2016年
- 情報誌 　季刊スコブル　カバー連載  2011〜2017年 　ほか

クライアントワーク
- S&B食品カレンダー 2001年
- トステム リフォームの本 広報誌連載 2005,2007年
- ミキモト化粧品 広報誌 カバー連載 2003年
- au by KDDIオフィシャルサイト サービス紹介ezweb連載 2004〜2010年
- ファンケル 広報誌 雑誌タイアップ web 等 2006〜2016年
- ノアビアnov パンフレット+店頭DP　ノアビア広報誌 等 2007〜2009,2011年
- ルミネ　新生活キャンペーンブックレット+店頭+web 2008年
- ピジョン ママになってく実感ブック  2009年
- 京急百貨店　メンバーズクラブメインビジュアル+店頭DP+広報誌 2009〜2012年
- カネボウインプレスパンフレット 2009〜2017年
- 草花木花 パンフレット 2007〜2010年
- JAL ファミリークラブweb 2007〜2017年
- 伊勢丹 三越 フォーマルブック ビューティカタログ等 2008年,2016年
- 第一三共ヘルスケア システィナwebサイト 2006〜2010年
- アサヒビールサントネージュワイン webサイト 2011年
- 三井化学 CSRレポート 2008〜2011年
- キャノン ビデオカタログカバー 2009年
- みずほ銀行新生活応援キャンペーンweb 2009年
- ベルーナリフレ　ローズドレスパンフレット+web 2013〜17年
- 服部製紙SO_SUIシリーズ 2012~13年
- ダイアナ広報誌　連載　2012~13年
- みずほフィナンシャルグループ広報誌 2009〜2017年
- ドコモ・オムロン　身体のキモチアプリプロモーション 2013年
- ワコール　web 2014年
- サッポロ　ワインネッカー 2014年
- スバル　広報誌　連載 2014年
- 岩崎電気　街路灯カタログ 2014年
- リンベル　ギフトカタログ 2015年
- クラシエ　肌美精パックパッケージ 2014〜2017年
- 大戸屋　食育キャンペーンパンフ+ポスタ−+web 2014〜2017年
- 東レ コンタクト　web+パンフレット 2015〜2017年

装画カバー
- スキンケア悩み解消ハンドブック池田書店 2005年
- キレイと元気をつくる サプリメントかんたんBOOK 技術評論社 2006年
- ブライダルピアノのすべて　全音楽譜出版社　2007年　2016年
- イベントピアノのすべて　全音楽譜出版社　2007年　2016年
- やせたい人は食べなさい幻冬舎 2007年
- 食べてきれいにやせる!幻冬舎 2008年
- 李家幽竹の幸せ風水李家幽竹　阪急コミュニケーションズ 2009年
- 友人・同僚の必ずうまくいく短い結婚スピーチ等　主婦の友社　2010年〜
- 色で美人に生まれ変わる! 2010同／3daysレッスン 2015年 SBクリエイティブ
- iPhone女子よくばり活用術2010 新iPhone女子よくばり活用術2013年 技術評論社
- 冠婚葬祭マナー大辞典 学習研究社 2011年
- ワーキングマザーの自分時間の作り方 明日香出版社 2011年
- 働く女！私が32才から始めたこと　明日香出版社 2012年
- キレイをつくる 女性ホルモン パーフェクト・バイブル (TJMOOK)宝島社 2012年
- 元気な赤ちゃんを産むために今から必要なこれだけのこと 宝島SUGOI文庫 2013年
- Magical FashionistaLlewellyn Publications USA 2013年
- 美人は「ツバキ」でつくられる。総合法令出版　2015年
- 英語でネイティブみたいな会話がしたい！クロスメディア・ランゲージ　2015年
- 書きながら覚えるケアマネージャー まるわかり合格ノート技術評論社　2014〜2016年
- 50歳から「見た目年齢−10歳」にみえる女の着こなし PHP研究所　2017年
- 『医療過誤弁護士 銀子』産労総合研究所 2024年

挿絵　
- 雑誌 　日経ヘルス　特集イラストレーション  toto 他 2008〜2017年
- 雑誌 　オレンジページ　特集イラストレーション  武田薬品他　 2011~2016年
- 雑誌 　週刊女性 かづきれいこ美容連載  2009年
- 雑誌 　クロワッサン 特集若い顔作り 他 マガジンハウス 2011年
- 雑誌 　月刊 歯科衛生士 カバー 2012年 連載 クィンテッセンス出版
- 雑誌 　マリソル　ポーラタイアップ 2012年　集英社
- 雑誌 　クレア　ボディケア特集 2012年
- 雑誌 　小説すばる「錫蘭山の仏歯」2013 「雨の夜の臭い、死の臭い」2015年 集英社
- 雑誌 　月刊 エクラ　ライフスタイル コラム 連載 集英社　2013年
- 雑誌 　25ansウエディング　　ハースト婦人画報社　2015年
- 雑誌 　日経 woman　30代の親友特集　 2015年
- 雑誌 　月刊からだにいいこと 斉藤薫巻末コラム 連載  祥伝社　2013〜2016年
- 雑誌 　サンキュ　貯められる女性特集ほか ベネッセ　2016年
- 雑誌 　世田谷ライフ　デンタル連載  2016年
- 雑誌 　東京コレクションムック トレンド女性タイプ 2016年
- 情報誌 　季刊スコブル　カバー連載  2011〜2017年  　ほか

クライアントワーク
- S&B食品カレンダー 2001年
- トステム リフォームの本 広報誌連載 2005年,2007年
- ミキモト化粧品 広報誌 カバー連載 2003年
- au by KDDIオフィシャルサイト サービス紹介ezweb連載 2004〜2010年
- ファンケル 広報誌 雑誌タイアップ web 等 2006〜2016年
- ノアビアnov パンフレット+店頭DP　ノアビア広報誌 等 2007〜2009年　2011年
- ルミネ　新生活キャンペーンブックレット+店頭+web 2008年
- ピジョン ママになってく実感ブック  2009年
- 京急百貨店　メンバーズクラブメインビジュアル+店頭DP+広報誌 2009〜2012年
- カネボウインプレスパンフレット 2009〜2017年
- 草花木花 パンフレット 2007〜2010年
- JAL ファミリークラブweb 2007〜2017年
- 伊勢丹 三越 フォーマルブック ビューティカタログ等 2008年 2016年
- 第一三共ヘルスケア システィナwebサイト 2006〜2010年
- アサヒビールサントネージュワイン webサイト 2011年
- 三井化学 CSRレポート 2008〜2011年
- キャノン ビデオカタログカバー 2009年
- みずほ銀行新生活応援キャンペーンweb 2009年
- ベルーナリフレ　ローズドレスパンフレット+web 2013〜17年
- 服部製紙SO_SUIシリーズ 2012~13年
- ダイアナ広報誌　連載　2012~13年
- みずほフィナンシャルグループ広報誌 2009〜2017年
- ドコモ・オムロン　身体のキモチアプリプロモーション 2013年
- ワコール　web 2014年
- サッポロ　ワインネッカー 2014年
- スバル　広報誌　連載 2014年
- 岩崎電気　街路灯カタログ 2014年
- リンベル　ギフトカタログ 2015年
- クラシエ　肌美精パックパッケージ 2014〜2017年
- 大戸屋　食育キャンペーンパンフ+ポスタ−+web 2014〜2017年
- 東レ コンタクト　web+パンフレット 2015〜2017年
- ヤクルト1000　パンフレット 2020〜2021年
- ヤクルト1000　パンフレット 2020〜2021年

## 作品展示会
- 2007年 個展『メヌエット』下北沢ラストチャンス
- 2009年 主催展 『seven roses exhibition』青山ダズル
- 2009年 グループ展 ニューヨーク　NY COO gallery USA
- 2012年〜2024「地球はともだちポスター展」
- 2012年 個展『パルファン』青山タンバリンギャラリー
- 201年 グループ展「omaggio a Maurice Sendak」  Napoli イタリア
- 2014年 3人展 早乙女道春 元女博司『mascurin feminin』青山タンバリンギャラリー
- 2014〜2017年 主催展 doux papier『和食 WASHOKU』伊場仙 新宿タリーズ　リンデン
- 2014〜2017年 主催展『Tシャツ＆トート展』『カレンダー展』吉祥寺パルコ
- 2015年 主催展 和装画房「きもの今様12 ケ月」日本橋　伊場仙
- 2017年〜2020 個展「IRODORI 彩」壱弐参　東京浅草画廊Gei藝
- 2021年「 Angel Holiday! 」個展淡路町カプチェットロッソ
- 2022〜2024年 個展「不文律と溢れ出る愛・夢の彼方 ・自由のトビラ 」東京浅草画廊Gei藝